# 宇尾光治
宇尾 光治（うお こうじ 、1925年2月4日 - 1992年10月16日）は日本の物理学者。専門分野は核融合・プラズマ物理学。京都大学名誉教授。1991年紫綬褒章受章。

## 経歴
北海道札幌市生まれ。1952年京都大学工学部電気工学科卒、同教室助手、同講師。1960年、学位論文「同軸積層ケーブルの伝送特性 」で、工学博士（京都大学）。1962年よりアメリカ・プリンストン大学研究員、西ドイツ・マックスプランク研究所客員教授、イギリス・カラム研究所研究員を経て、1966年京都大学工学部教授。
1950年代よりヘリカル型核融合装置の研究に従事し、1958年に独自のヘリオトロン方式を提唱し、以降も実験を重ねながら装置の改良を進めた。1976年京都大学ヘリオトロン核融合研究センターを創設、初代センター長に就任。ヘリカル・ヘリオトロン型は、当時の主流であったトカマク型に比べ、プラズマの安定性に優れているため、1989年に設立された核融合科学研究所の研究装置に採用された。
1982年ヘリオトロンEの技術開発に対し、日本原子力学会技術賞受賞。
1988年退官、名誉教授。
1989年未来エネルギー研究協会設立、初代会長。
1991年紫綬褒章受章。
1992年10月16日死去、勲二等瑞宝章追贈。
妻は生物学者で、生物時計の研究で知られる宇尾淳子。